# Ceratoneura
Ceratoneura is een geslacht van vliesvleugeligen uit de familie Eulophidae. De wetenschappelijke naam van dit geslacht is voor het eerst geldig gepubliceerd in 1894 door Ashmead.

## Soorten
Het geslacht Ceratoneura omvat de volgende soorten:
- Ceratoneura aphloiae (Risbec, 1952)
- Ceratoneura gigantea Ikeda, 2001
- Ceratoneura goethei (Girault, 1915)
- Ceratoneura indi Girault, 1917
- Ceratoneura infuscata Ikeda, 2001
- Ceratoneura kalinzu Ikeda, 2001
- Ceratoneura mexicana Ashmead, 1895
- Ceratoneura pallida Ashmead, 1894
- Ceratoneura petiolata Ashmead, 1894
- Ceratoneura petiolatoides Ikeda, 2001
- Ceratoneura pretiosa Gahan, 1914
- Ceratoneura woolleyi Ikeda, 2001